# Marcel Gimond
Marcel Gimond (1894–1961) fue un escultor francés nacido en la región de Ardèche.
Gimond estudió primero en la Academia de Bellas Artes de Lyon donde se graduó en 1917. Fue alumno tanto de Aristide Maillol como de Auguste Rodin. Coincidió con Raoul Dufy o Auguste Renoir. Fue amigo de José de Bérys.
En 1924 obtuvo el Premio Blumenthal.
Gimond fue un influyente maestro en la Escuela de Bellas Artes de París, donde dirigió un taller de escultura desde 1946 hasta 1960. Fue el único en ser invitado a presentar sus bustos modelados en los Salones y con los surrealistas. Entre sus alumnos famosos se encuentra Filolao Tloupas.
Galardonado con el Grand Prix National des Arts en 1957, Gimond, que fue el hijo de un metalista es considerado el último gran retratista o escultor de bustos. Poseedor de un vasto conocimiento sobre la escultura, Gimond tuvo reconocimiento por su depurado estilo que mostraba la permanencia de las formas subyacentes a la individualidad de sus modelos.
Marcel Gimond mantuvo una crítica concisa de la escultura, y enseñó que la monumentalidad de la escultura fue universal en todas las civilizaciones del mundo, en reconocimiento de los variados logros escultóricos del Arte de Egipto, Jemer, Sumerio o precolombino; al considerar que "El arte es un lenguaje, el único que tiene el privilegio de ser universal, y que, a través de las fronteras, puede unir a todo aquello que no es ajeno a la humanidad . ". 
Gimond es conocido por sus numerosas Cabezas y Retratos de políticos y figuras artísticos y sus distintos bustos de bronce se pueden ver en numerosos museos en Francia, Luxemburgo y en la National Portrait Gallery, Londres. Es también el autor de dos bajorrelieves en el vestíbulo del periódico L'Humanité, en homenaje a Marcel Cachin y Gabriel Peri.

## Obras seleccionadas

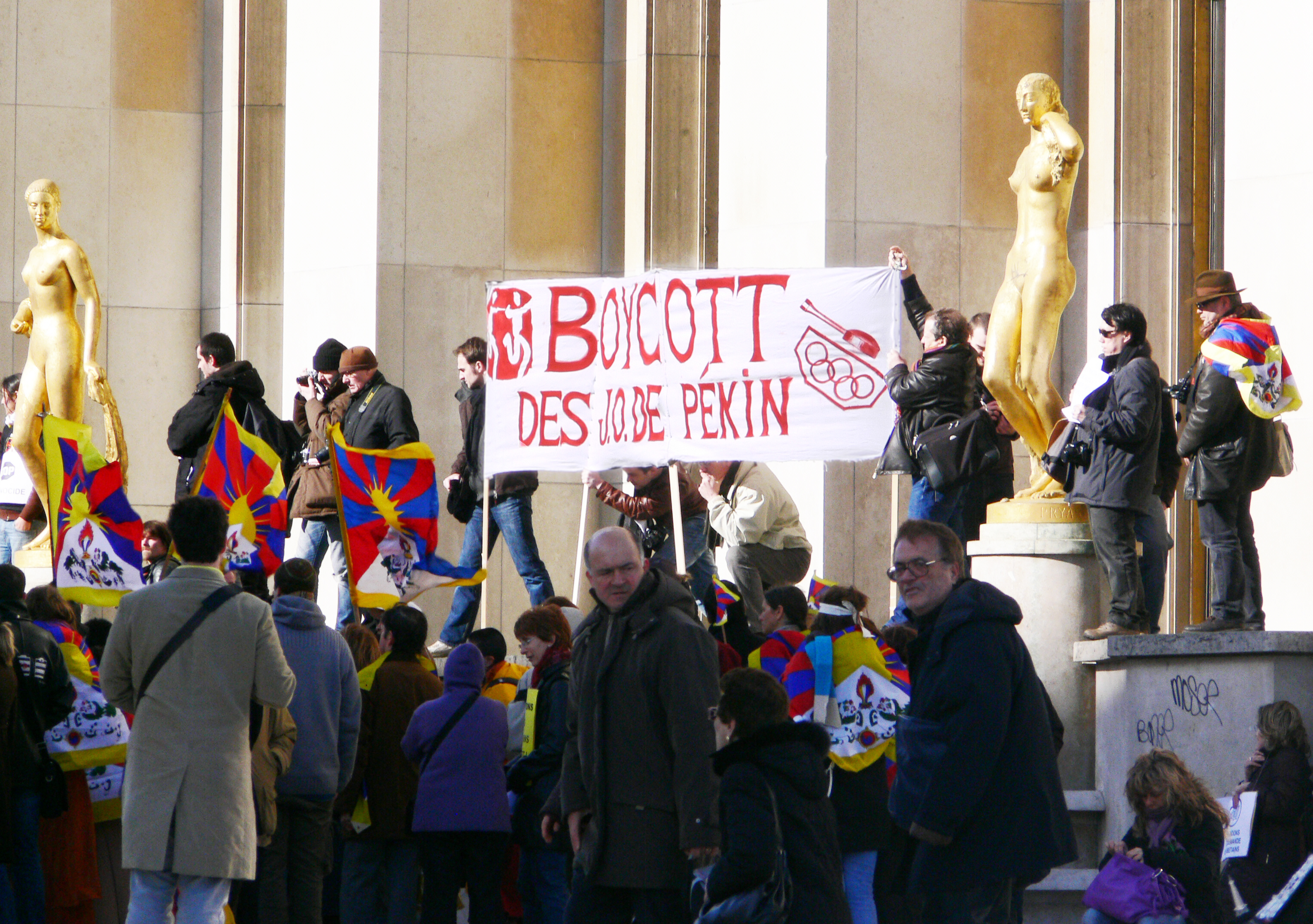
Estatua de Flora, rodeada por los manifestantes en contra de los Juegos Olímpicos de Pekín (a la izquierda de la imagen, junto a La Primavera de Paul Niclausse)

- En 1936, creó muchas esculturas para los jardines del Trocadero y el Palais de Chaillot con Leo-Ernest Drivier y Paul Belmondo.
- Bañista recostada - Baigneuse couchée, Centro Nacional de Arte y Cultura Georges Pompidou de París
- Flora - Flore, Plaza de los Derechos Humanos, París
- Retrato de la señorita Champanhet
- Santo Tomás de Aquino en el Museo de Arte Moderno de la Ciudad de París.

## Alumnos
Marcel Gimond formó también a los escultores : César Baldaccini, Jacques Coquillay, Charles Correia, Charles Gadenne, Juan José Calandria, Joséphine Chevry.